# Bobsleigh als Jocs Olímpics d'Hivern de 2014
Als Jocs Olímpics d'Hivern de 2014, que se celebraren a la ciutat de Sotxi (Rússia), es disputaren tres proves de bobsleigh, dues en categoria masculina i una en categoria femenina.
Les proves es realitzaren entre els dies 16 i 23 de febrer de 2014 a les instal·lacions de bobsleigh Sanki.

## Calendari
Els temps són UTC+04:00.
| Data         | Hora  | Prova                           |
| ------------ | ----- | ------------------------------- |
| 16 de febrer | 18:30 | Mànegues 1 i 2 (homes Bobs a 2) |
| 17 de febrer | 18:45 | Mànegues 3 i 4 (homes Bobs a 2) |
| 18 de febrer | 20:15 | Mànegues 1 i 2 (dones)          |
| 19 de febrer | 20:15 | Mànegues 3 i 4 (dones)          |
| 22 de febrer | 20:00 | Mànegues 1 i 2 (homes Bobs a 4) |
| 23 de febrer | 13:30 | Mànegues 3 i 4 (homes Bobs a 4) |

## Participants
Hi participaren un total de 169 atletes de 23 Comitès Nacionals deiferents:
| - Alemanya (18) - Austràlia (8) - Àustria (6) - Bèlgica (2) - Brasil (6) - Canadà (16) - Corea del Sud (10) - Eslovàquia (4) | - Estats Units (16) - França (8) - Itàlia (4) - Jamaica (2) - Japó (4) - Letònia (8) - Mònaco (2) - Països Baixos (6) | - Polònia (4) - Regne Unit (8) - Txèquia (4) - Romania (8) - Rússia (16) - Sèrbia (2) - Suïssa (9) |

## Resum de medalles

### Categoria masculina
| Prova            | Or                                                                               | Argent                                                                           | Bronze                                                                                |
| Bobs a 2 Detalls | RússiaAlexander Zubkov · Alexey Voyevoda                                         | SuïssaBeat Hefti · Alex Baumann                                                  | Estats UnitsSteven Holcomb · Steven Langton                                           |
| Bobs a 4 Detalls | Rússia · Alexandr Zubkov · Dmitry Trunenkov · Alexey Negodaylo · Alexey Voyevoda | Letònia · Oskars Melbārdis · Arvis Vilkaste · Daumants Dreiškens · Jānis Strenga | Estats Units · Steven Holcomb · Steven Langton · Curtis Tomasevicz · Christopher Fogt |

### Categoria femenina
| Prova            | Or                                      | Argent                                     | Bronze                                |
| Bobs a 2 Detalls | CanadàKaillie Humphries · Heather Moyse | Estats UnitsElana Meyers · Lauryn Williams | Estats UnitsJamie Greubel · Aja Evans |

## Medaller
| Pos. | País         | Or | Plata | Bronze | Total |
| 1    | Rússia       | 2  | 0     | 0      | 2     |
| 2    | Canadà       | 1  | 0     | 0      | 1     |
| 3    | Estats Units | 0  | 1     | 3      | 4     |
| 4    | Letònia      | 0  | 1     | 0      | 1     |
| 4    | Suïssa       | 0  | 1     | 0      | 1     |
|      | Total        | 3  | 3     | 3      | 9     |